# Таргап
Таргап (каз. Тарғап) — село в Жамбылском районе Алматинской области Казахстана. Входит в состав Самсинского сельского округа. Находится примерно в 40 км к западу от села Узынагаш. Код КАТО — 194259300.

## Население
В 1999 году население села составляло 979 человек (487 мужчин и 492 женщины). По данным переписи 2009 года в селе проживал 1151 человек (581 мужчина и 570 женщин).